# 在家
在家（ざいけ）は、仏教において、出家せずに、家庭にあって世俗・在俗の生活を営みながら仏道に帰依する者のこと。出家に対する語で、仏教用語の1つ。比丘（出家した男性信者）・比丘尼（出家した女性信者）と合わせて四衆（ししゅ）という。
仏教徒のなかで、在家の信者は、男性は優婆塞（うばそく、upāsaka, ウパーサカ）、女性は優婆夷（うばい、upāsikā, ウパーシカー）と呼ばれる。「upāsaka」という語には、仕える、敬う、礼拝するという意味があり、一般に在家信者は出家者に布施を行うことによって功徳を積む。また、出家者からは教えを受けて（法施）、生活の指針とする。
在家の仏教徒は、出家者と同じく仏・法・僧の三宝に帰依するが、戒律の種類は出家者ほど多くなく、五つの生活規則、即ち五戒と、さらに進んで八斎戒を守り、戒律を維持するための「布薩会」（懺法）に参加することが前提とされる。ただし末法無戒を唱える宗派では、在家であっても五戒は無用とされる。
真言宗および伊勢神宮の忌み言葉では角筈と呼ばれる。

## 生活
パーリ仏典パッタカンマ経においては、釈迦が在家者の生活について指南している。如来の覚りを信じること、五戒を守ること、布施に応じること、五蓋に打ち負かされないようにすることを挙げている（四具足）。

## 歴史

### 初期仏教
上座部仏教のパーリ仏典律蔵犍度の『大品』（マハーヴァッガ）には、釈迦が菩提樹の下で悟りに至ってから、仏教教団が成立するまでの経緯が書かれている。その記述によると、釈迦が悟りに至ってしばらくした後、ラージャーヤタナ樹の下で瞑想していると、タプッサとバッリカという二人の商人が麦菓子と蜜団子を寄進して帰依し、最初の在家信徒になった。
その後、釈迦が五比丘に対して最初の説法（初転法輪）を行い、釈迦を含めて計6名の僧伽が成立する。その後、ヴァーラーナシーで長者の息子ヤサに説教する過程で、彼を探しに来た父親が釈迦に帰依し、僧伽成立後としては最初の在家信徒となった。その後、ヤサは出家者（比丘）となり、僧伽の7人目のメンバーとなり、ヤサの母親と旧・妻も、釈迦の説法で帰依し、初の女性在家信徒（優婆夷）になった。（その後、ヤサの友人4人、更に50人の友人が帰依・出家し、皆、阿羅漢になったので、僧伽は61人の阿羅漢で構成されることになった。）
釈迦の元に人々が集まり仏教団が形成され始めた頃は、在家信者も出家修行者もみな「教えを聞く人」(Sāvaka)として等しく仏弟子だったが、教団が発展していくにつれ出家修行者に対して在家信者は一段低い扱いを受けるようになった。在家信者は出家修行者の生活を支援し、八正道を基礎とした『シンガーラの教え』といった倫理規定に則った生活を実践するように務めた。